# Töpferstraße 2 (Lutherstadt Wittenberg)

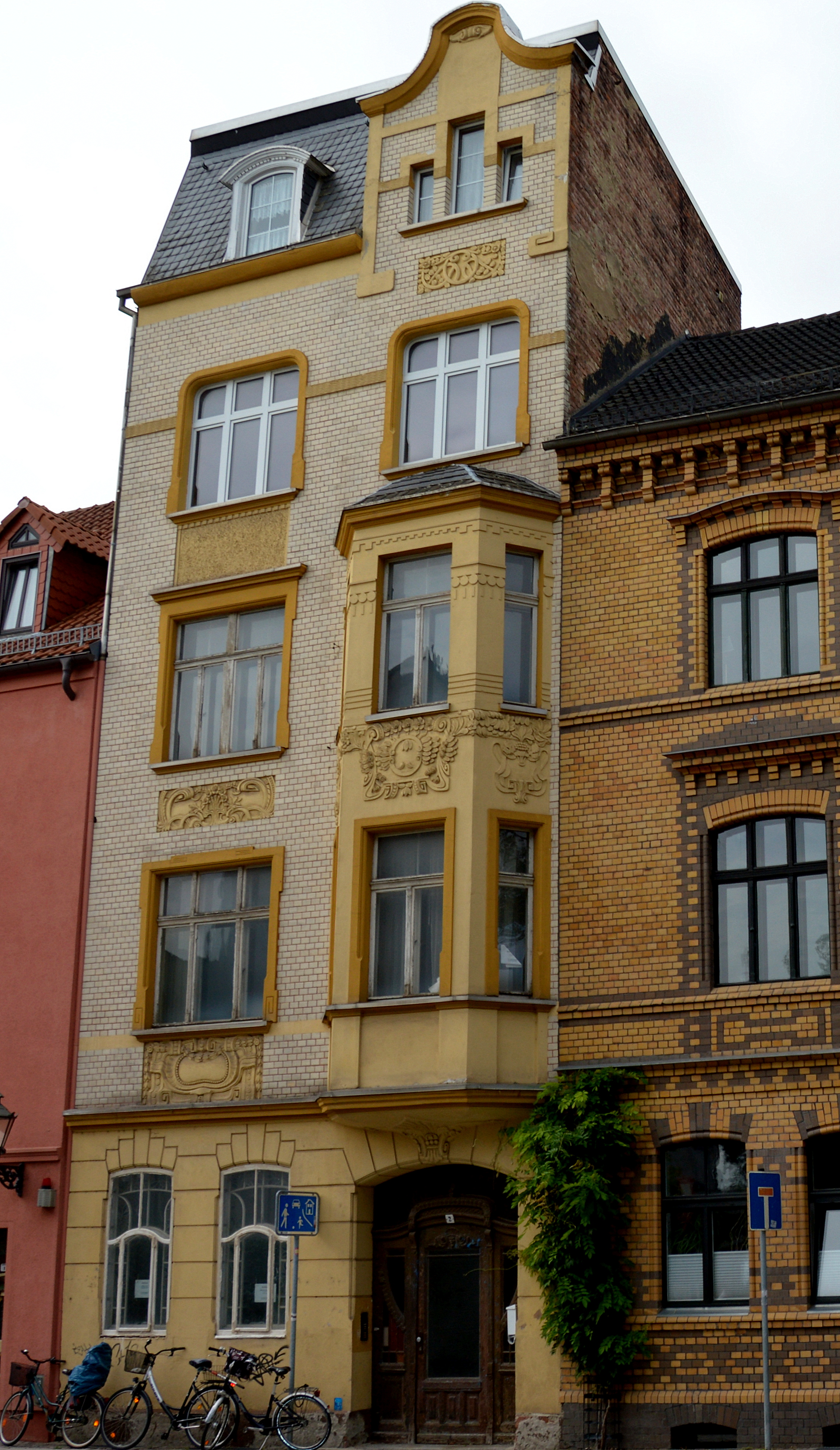
Haus Töpferstraße 2

Das Haus Töpferstraße 2 ist ein denkmalgeschütztes Gebäude in Lutherstadt Wittenberg in Sachsen-Anhalt.

## Lage
Das Haus befindet sich im nördlichen Teil der Altstadt auf der Westseite der Töpferstraße in einer Ecklage unmittelbar an der Einmündung der Straße auf die Mauerstraße.

## Architektur und Geschichte
Das schmale viergeschossige Wohnhaus entstand im Jahr 1906 als Ersatzneubau. Die Fassade ist im Jugendstil gestaltet. Auf ihrer rechten Seite besteht vor dem ersten und zweiten Obergeschoss ein Erker. In den geschwungenen Fenstern des Erdgeschosses findet sich eine Bleiverglasung mit floralen Motiven. Geschaffen wurde die Verglasung vom Glasermeister Bauch, der hier seinen Sitz hatte. Die unterhalb des Erkers befindliche Eingangstür ist üppig beschnitzt.
Im örtlichen Denkmalverzeichnis ist das Wohnhaus unter der Erfassungsnummer 094 36009 als Baudenkmal verzeichnet.